# Márványút
A márványút az epheszoszi romváros főutcája, amely a felületét borító márványlapokról kapta a nevét.

## Története
A városon áthaladó út Celsus könyvtára és az Agora piacrésze között márvánnyal borították. Az 1. században építették, majd az 5. században felújították. Az utat sok kocsi használta, a márványlapokba koptatott keréknyomok ma is kivehetőek. Az agorai oldalon Nero római császár uralkodása alatt egy 1,7 méter magas falat építettek, amely elválasztotta a nagy forgalmú utat a gyalogosoktól. A falon oszlopok álltak, ezek maradványai megvannak. Az út mentén büsztöket és szobrokat állítottak a kor fontos embereinek, és császári levelek szövegét vésték a kőtömbökbe, hogy elolvashassák őket az arra járók.

## A lábnyom

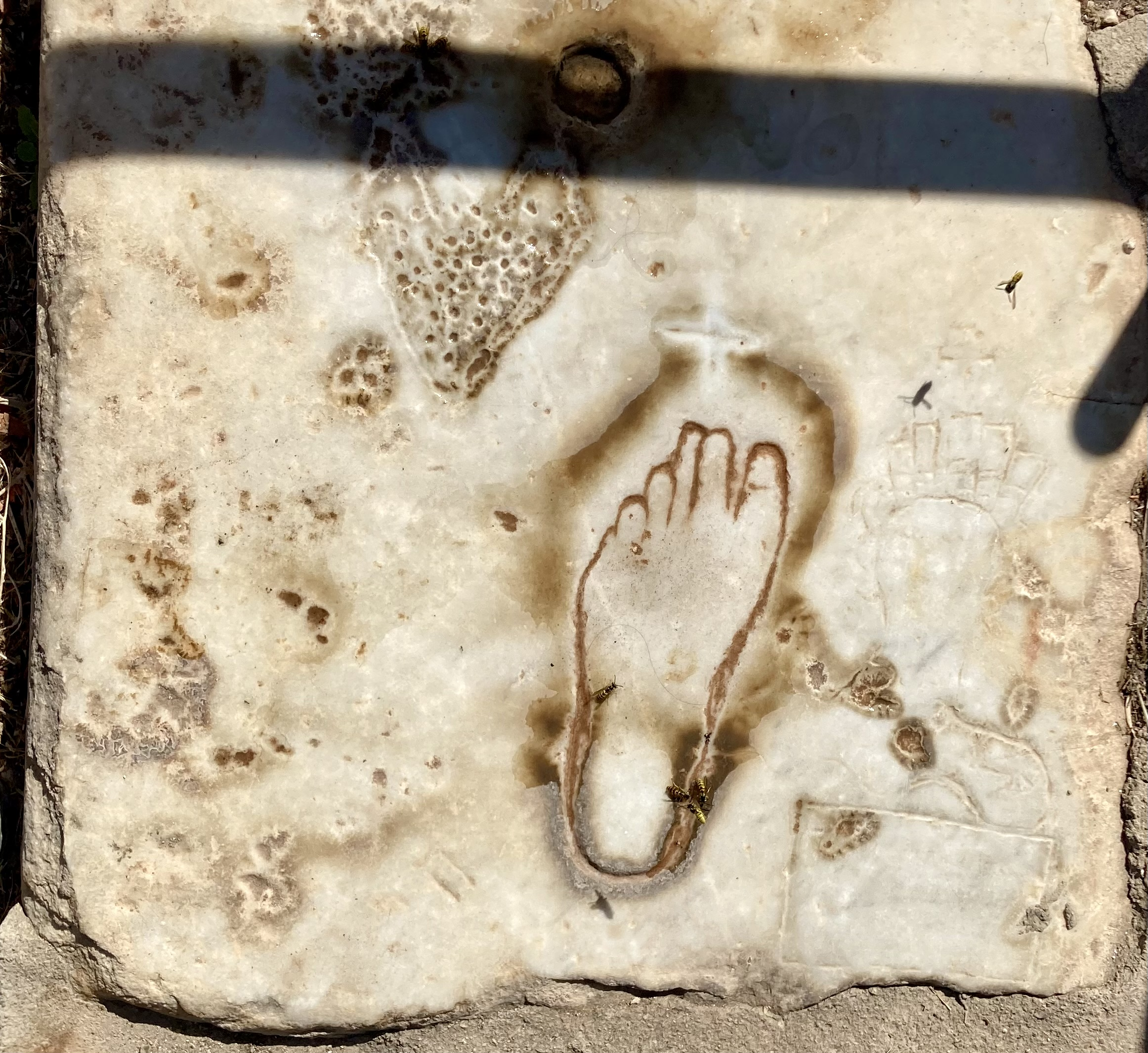
A bordélyreklám

A leghíresebb faragás a kövezeten található, és egy lábnyomot ábrázol. A feltételezések szerint egy nehezen megtalálható, felszín alatti passzázson megközelíthető bordélyház reklámja, útbaigazító jele lehetett. A bal talpnyom fölé-mellé egy keresztet, egy pénztárcát, egy női arcot, egy szívet és egy elnagyolt könyvtárépületet véstek, valamint fúrtak egy néhány centiméter mély lyukat. A kutatók szerint a jel azt mutatta, hogy az úton továbbhaladva lehet a bordélyházba jutni.
A kereszt azt jelenthette, hogy a keresztutca bal oldalán működik a bordély. A lábnyom azt tudatta, az, akinek kisebb a lába a vésettnél, nem veheti igénybe a szolgáltatásokat fiatal kora miatt. A női arc és a szív a várható gyönyöröket és fogadtatást volt hivatott előrevetíteni, míg a pénztárca az elvárt díjra figyelmeztetett. Ezt szolgálhatta a lyuk is, ha a delikvens meg tudta tölteni pénzzel, akkor volt fedezete a szórakozásra. A könyvtár ábrázolása is az anyagi lehetőségekkel függhetett össze: akinek nincs elég pénze, menjen inkább a közeli olvasóterembe.